# 七石山横穴墓群
七石山横穴墓群（しちこくやまおうけつぼぐん/しちこくやまよこあなぼぐん）は、神奈川県横浜市栄区小菅ヶ谷1-2丁目にある横穴墓群。約20群200基以上あった㹨川流域横穴墓群の1支群である。かつてJR根岸線の本郷台駅周囲に100基以上あったとみられ、正確に調査されただけで43基存在したが、現在は4基ほどが線路北側に残るにすぎない。1988年（昭和63年）に横浜市地域史跡に登録されている（登録名称は「七石山横穴古墳群（しちこくやまよこあなこふんぐん）」）。

## 概要
㹨川流域をはじめとする南関東の丘陵部辺縁には、掘削しやすい土質の傾斜が多く、横穴墓が多く築造された。
1967年（昭和42年）に根岸線敷設工事に伴って現・本郷台駅周辺の丘陵が大規模に削られた際、横浜市郷土研究会会員の千貝幸之助（ちがいこうのすけ）により存在が通報され、1968年（昭和43年）、1970年（昭和45年）、1972年（昭和47年）に発掘調査が実施された。
特徴は、近隣の地名をとって「鎌倉型横穴墓（鍛冶ヶ谷式横穴墓）」とよばれるアーチ型の断面を持ち、よく発達した玄室の奥に小型の「棺室」をもつ復室構造であること、羨道は存在しないか、またはかなり退化していることが挙げられる。人骨のほか、土師器・須恵器類、勾玉・管玉類、鉄剣・鉄刀類、耳環などが出土している。年代観としては古墳時代終末期から奈良時代までに幅広く編年され、継起的に造営されたことをうかがわせる。この地域の有力首長層、富裕農民層らの墳墓と考えられている。

## ギャラリー

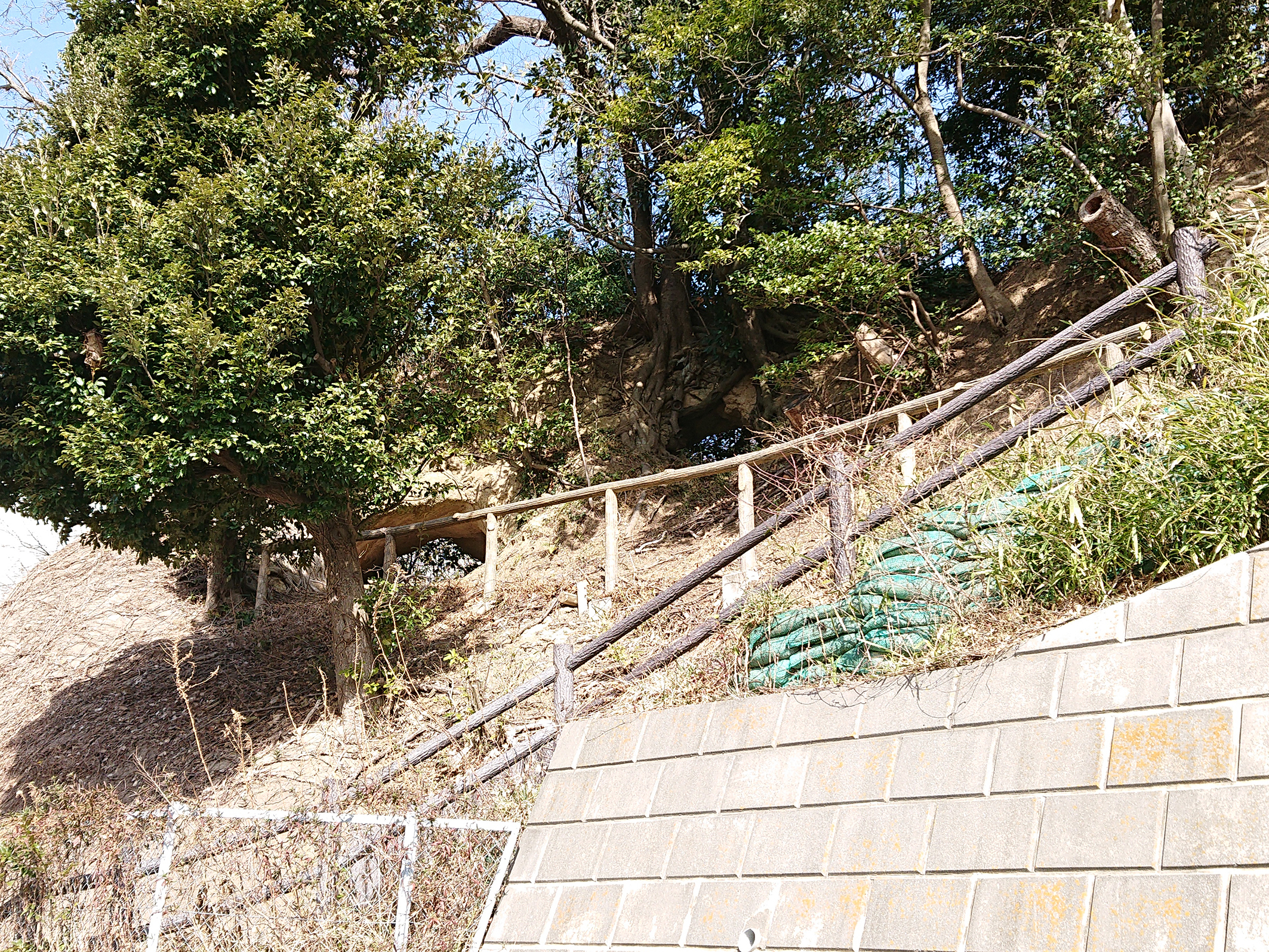
横穴墓の現状。山が背後から削られたため、玄室の奥壁が無くなっている。
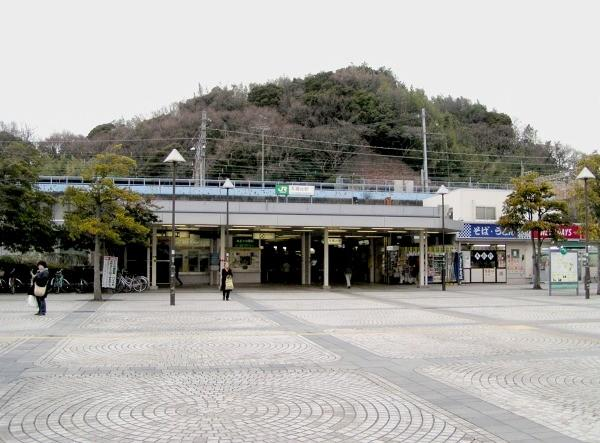
マンション建設前の本郷台駅前（2006年）。かつて本郷台はこのような丘陵地帯で、たくさんの横穴墓があった。
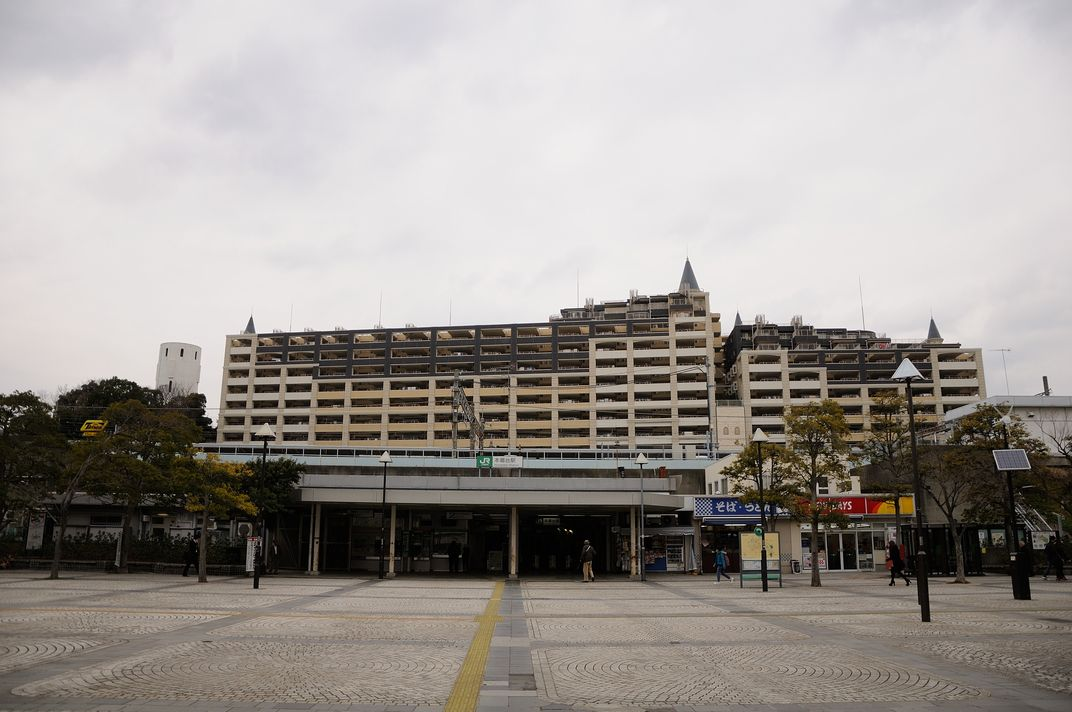
2014年の本郷台駅前。

## 参考図書
- 横浜市文化財研究調査会「横浜市戸塚区七石山横穴古墳群及滝ケ久保横穴古墳群の調査」『七石山遺跡調査報告書』第1号、横浜市文化財研究調査会、1969年。

- 明星大学考古学研究部「長谷久保遺跡・七石山横穴群」『明星大学考古学研究部研究報告』第1号、明星大学、1980年。

- 栄の歴史編集委員会『栄の歴史』栄区地域振興課 2013年（平成25年）3月発行

- 埋蔵文化財センター（横浜市）『埋文よこはま31号（㹨川流域の横穴墓群）』2015年（平成27年）3月20日発行

- 横浜市教育委員会 (2019年). “国・神奈川県および横浜市指定・登録文化財目録”.   横浜市. 2019年11月5日閲覧。